# گرامبوو (اوکر-راندوو)
گرامبوو (به آلمانی: Grambow) یک شهر  در آلمان است که در فرپومرن-گرایفسوالد واقع شده‌است. گرامبوو ۸۷۵ نفر جمعیت دارد.